# Elezioni primarie de "L'Unione" del 2005
Le elezioni primarie de "L'Unione" si sono tenute il 16 ottobre 2005, per individuare il leader della coalizione di centrosinistra in vista delle successive elezioni politiche del 2006.

## Candidati
I candidati erano sette:
| Foto | Nome | Nome                    | Cariche |
| ---- | ---- | ----------------------- | --- |
|      |      | Romano Prodi            | - Presidente della Commissione europea (1999-2004) - Presidente del Consiglio europeo (1996) - Presidente del Consiglio dei ministri (1996-1998) - Presidente dell'Istituto per la Ricostruzione Industriale (1982-1989, 1993-1994) - Ministro dell'industria, del commercio e dell'artigianato (1978-1979) |
|      |      | Fausto Bertinotti       | - Segretario nazionale di Rifondazione Comunista (1994-2006) |
|      |      | Clemente Mastella       | - Ministro del lavoro e della previdenza sociale (1994-1995) - Vicepresidente della Camera dei deputati (1993-1994, 1996-1998) - Sottosegretario di Stato al Ministero della difesa (1989-1992) |
|      |      | Antonio Di Pietro       | - Ministro dei lavori pubblici (1996) |
|      |      | Alfonso Pecoraro Scanio | - Ministro delle politiche agricole e forestali (2000-2001) |
|      |      | Ivan Scalfarotto        | - |
|      |      | Simona Panzino          | - |

Avevano diritto di voto i cittadini maggiorenni o che avessero compiuto la maggiore età entro il 13 maggio 2006 (scadere della legislatura). Per accedere al voto occorreva versare la quota simbolica di un euro.

## Risultati
| Candidato               | Partito                                                | voti      | %      |
| ----------------------- | ------------------------------------------------------ | --------- | ------ |
| Romano Prodi            | L'Ulivo (DS, DL, SDI) e Partito dei Comunisti Italiani | 3.182.686 | 74,17  |
| Fausto Bertinotti       | Partito della Rifondazione Comunista                   | 631.592   | 14,69  |
| Clemente Mastella       | UDEUR                                                  | 196.014   | 4,56   |
| Antonio Di Pietro       | Italia dei Valori                                      | 142.143   | 3,28   |
| Alfonso Pecoraro Scanio | Federazione dei Verdi                                  | 95.388    | 2,22   |
| Ivan Scalfarotto        | Indipendente                                           | 26.912    | 0,62   |
| Simona Panzino          | Indipendente                                           | 19.752    | 0,46   |
| Totale                  | Totale                                                 | 4.294.487 | 100,00 |
| Schede bianche          | Schede bianche                                         | 7.583     |        |
| Schede nulle            | Schede nulle                                           | 9.031     |        |
| Schede contestate       | Schede contestate                                      | 48        |        |
| Votanti                 | Votanti                                                | 4.311.149 |        |

- Fonte: Breve storia delle primarie in Italia

## Esito e conseguenze
Il successo elettorale dell'Unione fu particolarmente significativo, sia per l'elevato numero dei partecipanti al voto, sia per la consistenza numerica ottenuta dal leader dell'Ulivo, Romano Prodi.
Inferiore alle aspettative fu invece il risultato ottenuto da Bertinotti: dall'esito delle primarie, infatti, il peso di Rifondazione Comunista all'interno dell'Unione si rivelò in flessione rispetto alle precedenti consultazioni elettorali.
Fu considerato soddisfacente il risultato ottenuto da Clemente Mastella, il quale, tuttavia, denunciò alcune irregolarità nello svolgimento delle primarie, sostenendo che in molti seggi della Campania, dove l'UDEUR era maggiormente radicato, le schede elettorali non erano in numero sufficiente.

## Fonti
- Risultati (PDF), su verdi.it. URL consultato il 17 gennaio 2010 (archiviato dall'url originale il 14 novembre 2007).